# Ђорђе Баба-Милкић (лекар)
Ђорђе Баба-Милкић (Лесковац, 2. јун 1928 — 2002) био је први управник Зубно-лекарске поликлинике у Лесковцу. Био је истакнут у својој професији.

## Биографија
Рођен је у Лесковцу 2. јуна 1928. године. Основну школу и гимназију завршио је у Лесковцу, Стоматолошки факултет у Београду 1955. године.
После завршеног лекарског стажа у Београду враћа се у Лесковац, као први послератни стоматолог и организује сваремену стоматолошку заштиту, зубно-лекарску службу и постаје њен први управник. Из Лесковца најпре одлази у Врњачку бању, а затим у Ниш где ради у Уреду и постаје директор те здравствене установе. Специјалистички испит из Ортопедије вилица са дечијом и превентивном стоматологијом положио је у Нишу 1976. године. Долази на Стоматолошки одсек Медицинског факултета, на одељење за делију и превентивну стоматологију, чији је управник био све до пензионисања 1993. године.
Постаје доктор медицинских наука: Биран је за асистента, доцента, ванредног и редовног професора. Био је врло активан друштвени радник у току студирања, активан у Подружници Српског лекарског друштва Лесковца и Ниша, и Стоматолошкој секцији СЛД чији је председник и био. Организатор многих стручних састанака на нивоу Србије, организатор Стоматолошких недеља.
Објавио је више научних радова и био коаутор уџбеника и више научних пројеката. Добитник је свих признања из струке и стоматолошке науке и специјалног признања из области превентивне стоматологије. Био је оснивач и председник Стоматолошке секције Србије, оснивач и председник Секције за Дечију и превентивну стоматологију СЛД, члан извршног одбора и Председништва Српског лекарског друштва, члан Председништва и научног већа Медицинске академије од њеног оснивања, Председник савета Медицинског факултета у Нишу и др. Носилац Ордена рада са златним венцем.